# Ротачеста (Пескара)
Ротачеста (итал. Rotacesta) је насеље у Италији у округу Пескара, региону Абруцо.
Према процени из 2011. у насељу је живело 44 становника. Насеље се налази на надморској висини од 174 м.